# Borisz Lvovics Vasziljev
Borisz Lvovics Vasziljev (Борис Львович Васильев), Szmolenszk, 1924. május 21. – 2013. március 11.) szovjet regény- és drámaíró; állami díjas (1975).

## Pályakép
Borisz Vasziljev 1946-ban katonai akadémián végzett, majd katonai kutatómérnök volt az Urálban. 1954-ben lett szabadfoglalkozású író. Előbb darabjai majd versei jelentek meg, és írt filmforgatókönyveket is. Fő témája a háború volt. A Csendesek a hajnalok (más fordításban: A hajnalok itt csendesek) c. kisregénye hozta meg számára az ismertséget, ami egy háborús requiemnek tekinthető. Kiemelkedő műve a Ne lőjetek a fehér hattyúkra! c regény is. Önéletrajzi elemekkel átszőtt munka a Repülnek lovaim.
Vam privet ot babi Leri (Вам привет от бабы Леры...) c. regénye a sztálini korszak áldozatairól emlékezik meg.

## Művei
- Tisztek (Офицеры)  1955 (színmű)
- Tengeri utcák (Morszkije ulici), 1969 (verseskötet)
- Repülnek lovaim (Letyat moi konyi), 1984 (Szabó Mária is Árvay János ford.)
- Másnap háború volt (Zavtra bila vojna), 1984 (Árvay János ford.)
- A hajnalok itt csendesek (А зори здесь тихие), 1969, m. 1971, 1974, film: 1972
- Iván hajója, 1970, m. 1972 (kisregény)
- Ne lőjetek a fehér hattyúkra! 1973, m. 1978 (regény)
- Vam privet ot babi Leri, 1988 (regény)
- Az égő csipkebokor, 1988 (kisregények)
- Volt egyszer egy lány, 1989 (kisregény)
- Jaroszlav fejedelem és fiai (Knyaz Jaroszlav i jevo szinovja), 1997 (regény)
- Kartyezsnyik i bretyor, igrok i dueliant: zapiszki progyeda, 1998 (regény)
- Jeszty tolko mig, 2000 (regény)

## Magyarul
- A hajnalok itt csendesek... / A legutolsó nap. Kisregények; ford. E. Gábor Éva, Szabó Mária; Európa, Bp., 1974 (Európa zsebkönyvek)
- Repülnek lovaim / Másnap háború volt. Kisregények; ford. Árvay János, Szabó Mária; Európa, Bp., 1985 (Európa zsebkönyvek)
- Az égő csipkebokor. Kisregények; ford. Árvay János, Szabó Mária; Kriterion, Bukarest, 1988
- Volt egyszer egy lány. Kisregény; ford. Szabó Mária; Kossuth, Bp., 1989 (Nők magazinja kiskönyvtára)

## Csendesek a hajnalok
A síráshoz nemcsak a könny kell, ami kibuggyan csillogón a szemszöglet táján, a síráshoz nemcsak a fájó, nehéz hang kell, – ami zokogás – a síráshoz hangulat kell. 
A Csendesek a hajnalok (А зори здесь тихие) c. regényéből színdarab, film és opera is készült.
A színművet nálunk először a Mikroszkóp Színpad mutatta be a hatvanas években. Különböző magyar színházak jelentős sikerrel játszották és játsszák időről időre mind a mai napig.
A második világháború alatt egy félrajnyi katonalány próbál elfogni két német ejtőernyőst. Vezetőjük, egy komor, idősebb őrmester a dráma folyamán szinte szerető apjukká válik. Időközben kiderül, hogy a németek nem csupán ketten vannak, hanem 17-en. Ehhez a kis járőr létszáma, tűzereje nagyon kevés.A lányok mégis felveszik a harcot a szakasz állig felfegyverzett német katonával és belepusztulnak a harcba, de megakadályozzák az ellenséget célja elérésében. Fedot Jevgrafics nem csak okítja a tapasztalatlan lányokat a harcra, de tanul is tőlük és nem tartja igazolhatónak ezt a veszteséget.